# Carl Richard Ritter

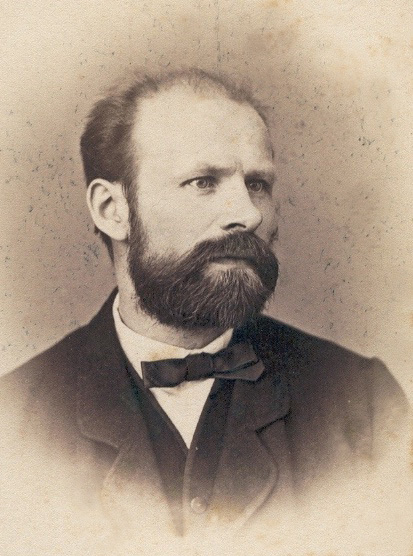
Carl Richard Ritter (1871)

Carl Richard Ritter (* 12. Februar 1836 in Merseburg; † 28. Mai 1917 in Halle (Saale)) war ein deutscher Klavierbauer.

## Leben

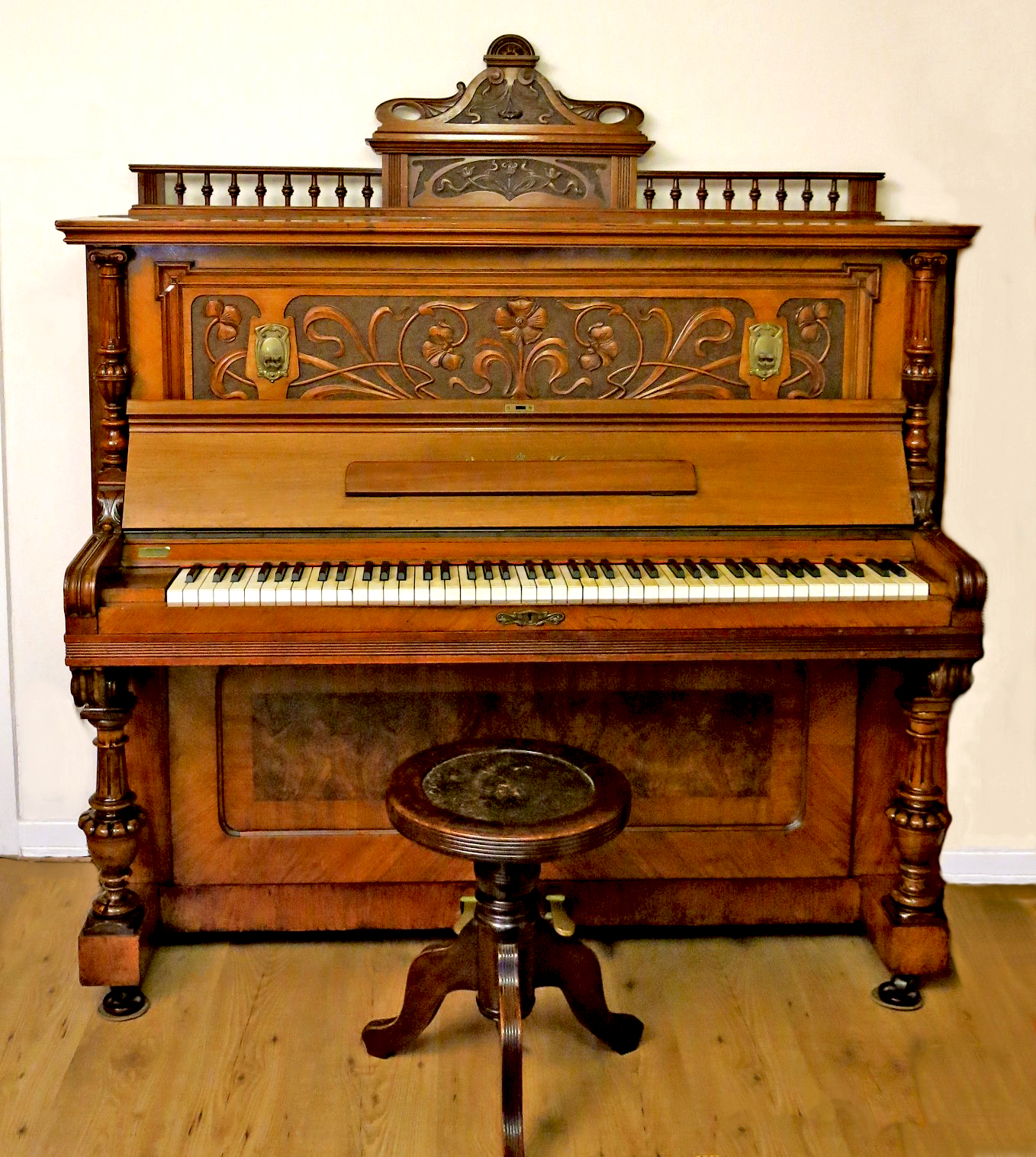
Ritter-Klavier aus der Grossherzoglichen Sächsischen Hof Pianoforte Fabrik

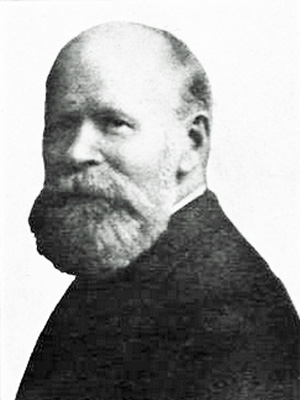
Carl Richard Ritter in seinen späteren Jahren

Carl Richard Ritter erlernte nach Beendigung der Schule ab 1850 in der Werkstatt seines Vaters Carl Friedrich Ritter das Handwerk des Klavierbauers.
Nach fünf Jahre dauernder Lehre ging er, wie auch zuvor sein Vater, mit seinem Handwerk auf Wanderschaft, zunächst nach Stuttgart zu Mathees & Kahnhäuser, ein Jahr später zu Dieudonné, es folgten Zürich bei Hüni & Hübert und im Anschluss Kristiania beim ersten norwegischen Klavierhaus J. W. Kappelen.
Nach acht Jahren kehrte er 1863 wegen des Todes seines Vaters heim und übernahm dessen Werkstatt, nun in Pianofortefabrik C. Rich. Ritter umbenannt. 1870 vermählte er sich mit Agnes Knoblauch, mit der er vier Kinder hatte: Alfred, Willi, Ernst Richard und Helene. Agnes Ritter, geb. Knoblauch, übernahm die Erziehung der Kinder, die Buchhaltung sowie den Ein- und Verkauf. Dank dieser tatkräftigen Unterstützung seiner Ehefrau expandierte das Klavierbaugeschäft bald. 1874 entstand aus der Werkstatt die erste Fabrik auf dem eigenen Grundstück in Merseburg. 1882 erfolgte der Umzug nach Halle zur weiteren Expansion und zur Anwerbung geeigneter Mitarbeiter.
Die Söhne Alfred (1894 Eintritt in die Firma), Willi (1900 Eintritt in die Firma) und Schwiegersohn H. Otto Naumann (1894 Lehre bei Carl Richard Ritter) traten ebenfalls in die Fußstapfen von Vater und Großvater. Mit der Expansion der Produktion und der nach wie vor bestehenden Qualität der Instrumente blieb die Anerkennung nicht aus, die sich zum Beispiel im Aufstieg zum Hoflieferanten des Großherzogtums Sachsen-Weimar-Eisenach ausdrückte (Grossh. Sächs. Hof Pianoforte Fabrik).
Die Firma sollte nun nicht mehr nur die umliegende Provinz, sondern auch das Ausland beliefern, und so wurden in den folgenden Jahren die Weltausstellungen in Antwerpen, Brüssel, Paris und Turin genutzt, um Geschäftsbeziehungen in die ganze Welt zu knüpfen. Im Mai 1902 wurde die Firma zur Familien-GmbH mit seinen Söhnen Alfred und Willi sowie H. Otto Naumann, wobei Letzterem die kaufmännische Leitung übertragen wurde.
Carl Richard Ritter ging mit 66 Jahren in den Ruhestand und zog sich mit seiner Frau Agnes Ritter nach Dresden-Blasewitz zurück. Als diese am 30. Oktober 1906 verstarb, ging Carl Richard Ritter zurück nach Halle, wo er noch einige Jahre im Kreise seiner Familie verlebte. Er starb am 28. Mai 1917 im Alter von 81 Jahren.

## Auszeichnungen für rittersche Klaviere
auf Weltausstellungen
- 1894: Goldene Medaille, Antwerpen
- 1997: Goldene Medaille, Brüssel
- 1900: Silberne Medaille, Paris
- 1910: Diplom d’honneur, Brüssel
- 1911: Grand Prix, Turin

weitere Auszeichnungen

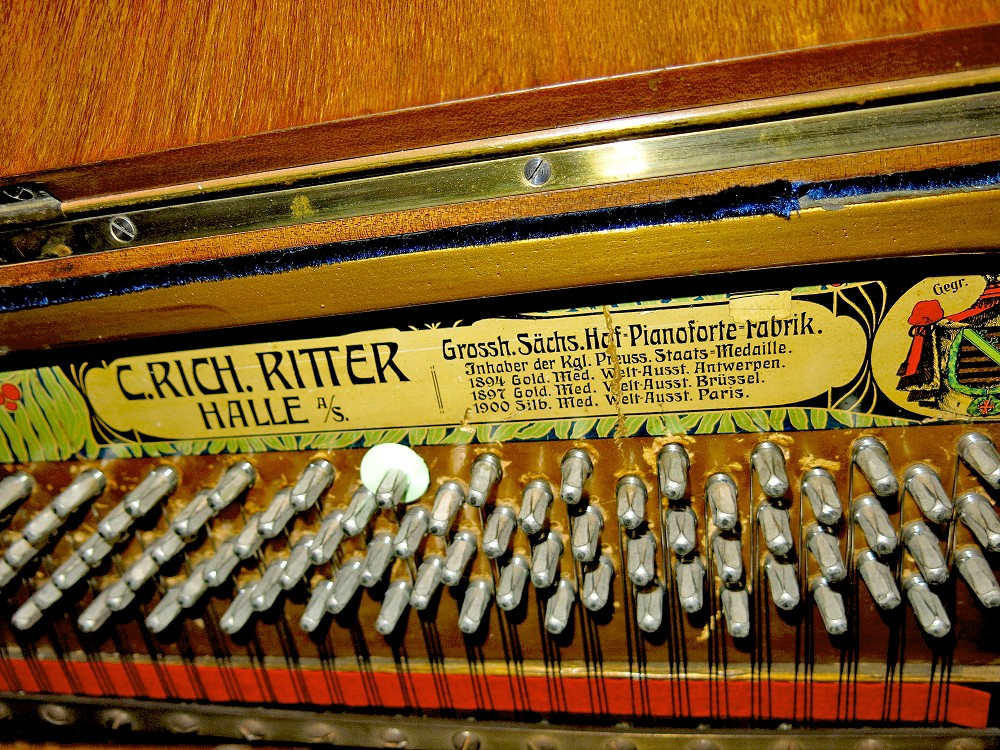
Auflistung der Auszeichnungen in einem Ritter-Klavier um 1900

- Königlich Preußische Staatsmedaille
- Hoflieferanten-Titel des Großherzogtums Sachsen-Weimar-Eisenach
- Hoflieferanten-Titel des Königs von Rumänien